# تالاب‌ها (فیلم ۲۰۱۷)
تالاب‌ها (به انگلیسی: Wetlands) فیلمی محصول سال ۲۰۱۷ و به کارگردانی امانوئله دلا واله است. در این فیلم بازیگرانی همچون آدواله آکینویه آگباجه، هدر گراهام، کریستوفر مک‌دونالد، رینا دی کورسی، جنیفر ایلی، مورفی گایر، راب مورگان، جیک وبر و لورن لاورا ایفای نقش کرده‌اند.